# Неоспоримый 2
«Неоспоримый 2» (англ. Undisputed II: Last Man Standing) — фильм 2006 года о тюремных боях с Майклом Джей Уайтом и Скоттом Эдкинсом в главных ролях, снятый Айзеком Флорентайном. Продолжение фильма «Обсуждению не подлежит».

## Сюжет
Спустя некоторое время после событий первого фильма Джордж «Айсмен» Чемберс, бывший чемпион мира по боксу, едет в Россию для съемок в рекламе водки. Вернувшись в отель, он обнаруживает людей Гаги, которые подставляют Чемберса, подкинув наркотики. В тюрьме «Черные Холмы» проводятся бои, чемпионом которых является Юрий Бойка. С первого дня пребывания в тюрьме Чемберса всячески провоцируют, а между ним и Бойкой возникает неприязнь. Между ними возникает несколько драк, но всякий раз их разнимают, а Юрия останавливают аргументом, что их выяснение отношений должно произойти на ринге…
После этого Чемберса подвергают пыткам и отправляют работать в выгребной яме. Работами заведует старик на инвалидной коляске — Крот. Когда начальник тюрьмы Марков запирает Чемберса в яме с водой, Крот объясняет ему, что его не выпустят, пока он не победит Юрия Бойку. После этого у Джорджа происходит встреча с бизнесменом Гагой, который также говорит, что выпустит его сразу же, как он победит чемпиона тюрьмы. Чемберс соглашается на бой, выбрав в качестве секунданта своего сокамерника, наркомана Стиви Паркера. Но из-за угроз, предъявленных ему «дружками» Бойки, Паркер вынужден отравить Чемберса, и Бойка избивает его во втором раунде, таким образом выигрывая бой. В лазарете Крот объясняет Джорджу, что его отравили. В камере Джордж обнаруживает повесившегося Стиви и предсмертную записку, в которой тот написал: «Прости Джордж. Выбора не было».
Бойка узнаёт, что Чемберс был отравлен, и убивает нескольких своих секундантов, объясняя это тем, что он самый лучший боец в мире и не нуждается в том, чтобы его противников травили.
Крот, бывший спецназовец, начинает тренировать Чемберса, и в бою Джордж ломает Бойке ногу, вынуждая его сдаться. После этого, мы видим как Чемберс уже в обычной одежде покидает тюрьму; на проходной его ждёт Гага, и отдает кейс с деньгами — долю Чемберса. Уходя, Джордж принимает необычное решение — «выкупить» Крота у начальника тюрьмы.
После этого показывается железнодорожный вокзал города Подуяне, Крот сидит в коляске, постриженный и приведённый в порядок, а коляску держит Джордж. Вместе они дожидаются племянницу Крота, которая видит его первый раз в жизни. Оставив Крота, Джордж уходит.

## В ролях
| Актёр           | Роль                        |
| --------------- | --------------------------- |
| Майкл Джей Уайт | Джордж «Айсмен» Чемберс     |
| Скотт Эдкинс    | Юрий Бойка                  |
| Эли Данкер      | Николай «Крот»              |
| Бен Кросс       | Стивен Паркер               |
| Марк Иванир     | бизнесмен Гага              |
| Валентин Ганев  | начальник тюрьмы Марков     |
| Сильвио Саймак  | Аркадий Давич               |
| Велизар Бинев   | Кирилл секундант Юрия Бойки |
| Атанас Сребрев  | Дмитрий                     |
| Райчо Василев   | тюремный охранник           |